# Série 2100/2150 da CP

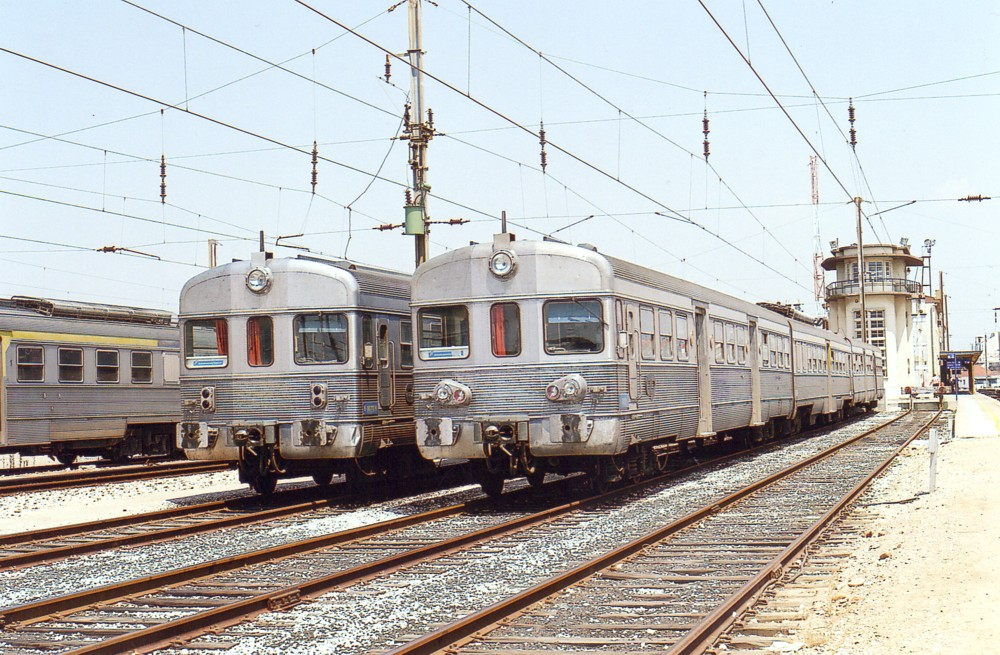
Séries 2112 e 2118 na estação do Entroncamento.

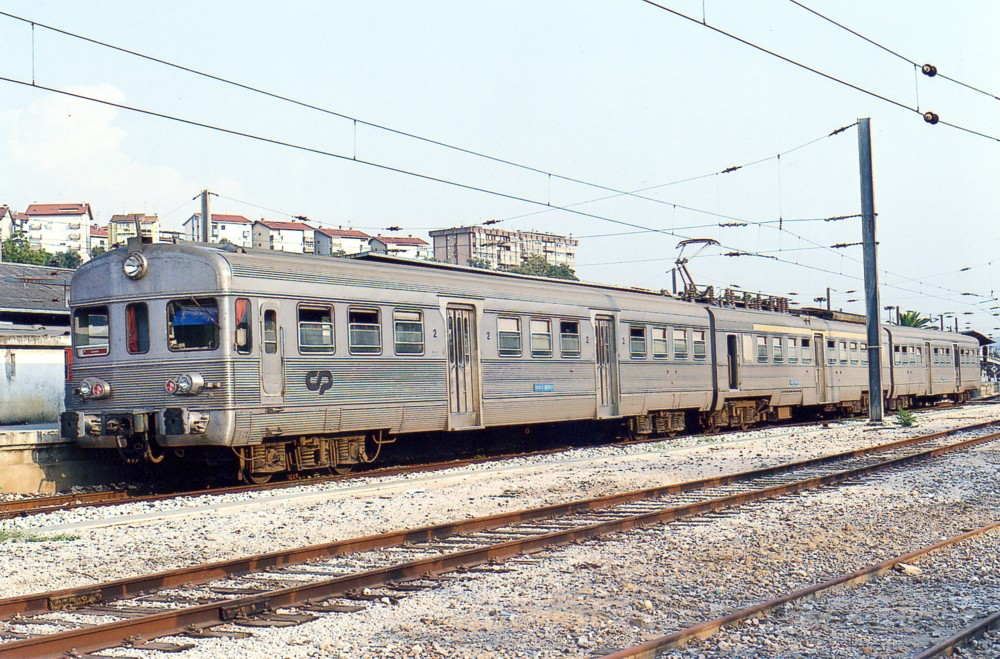
Série 2164 na estação de Coimbra-B.

A série 2100 / 2150 foi um tipo de automotora ao serviço da empresa pública que gere o transporte ferroviário em Portugal - CP (Comboios de Portugal). Foi transformada em 2003-2005 em parte da série remodelada 2240.

## Características técnicas
Partes Mecânicas (fabricante): Sorefame
Ano de Entrada ao Serviço: 1970
Velocidade Máxima: 120 km/h
Motores de Tracção (fabricante): Groupment D'electrification
Potência (rodas): 1735 kW (2360 Cv)
Bitola de Via: 1668 mm
Disposição dos Rodados: Bo' Bo' +2´2´+2´2´
Transmissão (fabricante): Siemens / AEG / Oerlinkon
Freio (fabricante): Jourdain Monneret
Tipo da locomotiva (construtor): U. T. E.
Diâmetro da rodas (novas): Motor: 1000 mm; reboques: 850 mm
Número de cabinas de condução: 2
Freio automático: Ar comprimido
Areeiros (número): 8
Sistema de homem morto: Oerlikon - SITA
Comando em unidades múltiplas: Até 3 U. T. E.s
Lubrificadores de verdugos (número e fabricante): 4 Lubrovia Especial
Registrador de velocidade (fabricante): Hasler
Esforço de tracção:
- No arranque: 11 650 kg
- No reg. cont.: 6800 kg
- Velocidade correspondente ao regime contínuo: 63 km/h
- Esforço de tracção à velocidade máxima: 1500 kg

Pesos (vazio) (T):
- Transformador: 3,1
- Motor de tracção: 1,500
- Bogies (motor): 11,5
- Bogies (livres): 5,0

Pesos (aprivisionamentos) (T):
- Óleo do transformador: 0,800
- Areia: 0,240
- Pessoal e ferramentas: 0,200
- Água de WC: 0,900
- Total: 2,140

Equipamento Eléctrico de Tracção:
- Transformador:
- Construtor: BBC
- Potência total: 1200 kVA
- Graduador:
- Construtor e tipo: BBC - NU 28
- Rectificador:
- Construtor: AEG
- Montagem: Ponte Graetz
- Intensidade no arranque e Tipo: 2300 A

Transmissão de movimento:
- Construtor: Siemens, AEG, BBC
- Tipo: MG 400
- Potência em regime contínuo: 4 x 295 = 1180 kW
- Potência em regime unihorário: 4 x 320 = 1280 kW
- Caracteristicas Essenciais: Suspensão pelo nariz; Auto-ventilados; Motor de corrente ondulada; Relação de Transmissão 107:21

Equipamento de aquecimento eléctrico:
- Construtor: Groupement 50Hz
- Características essenciais: Por resistências tubulares